# Godson Kyeremeh
Godson Kyeremeh, né le 18 juin 2000 à Melun (Seine-et-Marne), est un footballeur français qui joue au poste d'ailier droit au Havre AC.

## Biographie

### En club

#### Formation et débuts au SM Caen
Né à Melun d'une famille d'origine ghanéenne, Godson Kyeremeh commence le football en intégrant le club de sa ville natale, le FC Melun, à l'âge de 6 ans. Il y effectuera toute ses classes jusqu'en U15 avant d'intégrer le RCP Fontainebleau. Ses qualités sont remarquées par le Stade Malherbe Caen, alors club partenaire de Fontainebleau, et il finit par intégrer le centre de formation pour y poursuivre ses classes.
Rapidement considéré comme un espoir du centre de formation, notamment en U19 entraînée par Michel Rodriguez où il inscrira 10 buts et 3 passes décisives en 11 matchs, il signe un contrat professionnel en janvier 2019 à l'âge de 18 ans.
Sous la houlette de différents entraîneurs (Fabien Mercadal, Rui Almeida, Pascal Dupraz), il ne joue que quelques matchs de Coupe de France. En manque de temps de jeu, il est prêté en janvier 2021 au FC Annecy, club de National luttant pour le maintien, afin d'engranger de l'expérience. Très rapidement titulaire à la suite de son arrivée, son club finit par se maintenir à la 14e place et il termine ce prêt avec 2 buts en 12 matchs.
De retour au club normand, le nouvel entraîneur Stéphane Moulin souhaite qu'il acquière plus d'expérience et il est prêté une nouvelle fois au FC Annecy, entrainé par Laurent Guyot. Cette fois-ci, la saison est une réussite totale, autant sur le plan individuel que collectif. En effet, le club savoyard parvient à obtenir la montée en Ligue 2 en terminant 2e du championnat tandis qu'il termine la saison avec 33 matchs joués pour 8 buts et 10 passes décisives, étant même nommé "Révélation du championnat".
À la suite de ce prêt réussi, Stéphane Moulin ainsi que les dirigeants lui font savoir qu'ils comptent sur lui pour la saison 2022-2023. Lors de la première journée du championnat, il inscrit son premier but sous les couleurs caennaises en fin de match face au Nîmes Olympique. Devenu progressivement titulaire dans l'équipe, ses prestations font que les dirigeants prolongent son contrat jusqu'en 2025.

#### Découverte de la Ligue 1 avec Le Havre AC
En fin de contrat avec le SM Caen, Godson Kyeremeh s'engage pour deux saisons ans avec Le Havre AC.

## Statistiques
| Saison                | Club                  | Championnat           | Championnat | Championnat | Championnat | Coupe(s) nationale(s) | Coupe(s) nationale(s) | Coupe(s) nationale(s) | Total | Total | Total |
| Saison                | Club                  | Division              | M.          | B.          | P.d.        | M.                    | B.                    | P.d.                  | M.    | B.    | P.d.  |
| 2018-2019             | SM Caen               | Ligue 1               | -           | -           | -           | 1                     | 0                     | 0                     | 1     | 0     | 0     |
| 2019-2020             | SM Caen               | Ligue 2               | -           | -           | -           | 1                     | 0                     | 0                     | 1     | 0     | 0     |
| 2020-2021             | SM Caen               | Ligue 2               | -           | -           | -           | 1                     | 0                     | 0                     | 1     | 0     | 0     |
| 2022-2023             | SM Caen               | Ligue 2               | 38          | 6           | 3           | 2                     | 1                     | 0                     | 40    | 7     | 3     |
| 2023-2024             | SM Caen               | Ligue 2               | 34          | 3           | 6           | 3                     | 2                     | 2                     | 37    | 5     | 8     |
| 2024-2025             | SM Caen               | Ligue 2               | 31          | 2           | 2           | 2                     | 2                     | 1                     | 33    | 4     | 3     |
| Sous-total            | Sous-total            | Sous-total            | 103         | 11          | 11          | 10                    | 5                     | 3                     | 113   | 16    | 14    |
| 2020-2021             | FC Annecy (prêt)      | National              | 11          | 2           | 0           | 1                     | 0                     | 0                     | 12    | 2     | 0     |
| 2021-2022             | FC Annecy (prêt)      | National              | 33          | 8           | 10          | -                     | -                     | -                     | 33    | 8     | 10    |
| Sous-total            | Sous-total            | Sous-total            | 44          | 10          | 10          | 1                     | 0                     | 0                     | 45    | 10    | 10    |
| 2025-2026             | Le Havre AC           | Ligue 1               | -           | -           | -           | -                     | -                     | -                     | 0     | 0     | 0     |
| Total sur la carrière | Total sur la carrière | Total sur la carrière | 147         | 21          | 21          | 11                    | 5                     | 3                     | 158   | 26    | 24    |